# 大田良充
大田 良充（おおた よしみつ、1944年 - ）は、山口県の政治家。元山口県熊毛町長。山口県桜ケ丘高等学校電気科卒業。

## 経歴
- 警視庁警察官
- 熊毛町職員
- 熊毛町議会事務局長
- 熊毛町総務課長
- 1992年 熊毛町長1期目当選（47歳）（新人沖田秀仁を破る）
- 1996年 熊毛町長2期目当選（51歳）（新人沖田秀仁を破る）
- 2000年 熊毛町長3期目当選（55歳）（無投票）
- 2003年 合併により失職、周南市特別参与
- 2007年 周南市特別参与退任

## 現在
- 社団法人周南市シルバー人材センター理事長